# Jesús Michel Espinosa
J. Jesús Espinosa Michel  fue un político mexicano miembro del Partido Revolucionario Institucional. Fue diputado por el II Distrito Electoral Federal de Colima, en dos ocasiones, la primera en la XXXVIII Legislatura del Congreso de la Unión de México y la segunda en la XL Legislatura del Congreso de la Unión de México. En el ámbito local fue presidente municipal de Colima en 1946 y de Coquimatlán de 1929 a 1930. 
| Predecesor: Carlos Alcaraz Ahumada   | Diputado federal por el II Distrito de Colima 1946 - 1949 | Sucesor: Salvador González Ventura |
| Predecesor: Pablo Silva García       | Diputado federal por el II Distrito de Colima 1940 - 1943 | Sucesor: Carlos Alcaraz Ahumada    |
| Predecesor: Antonio García Campos    | Presidente Municipal de Colima, Colima 1946               | Sucesor: Francisco M. Macías       |
| Predecesor: Faustino Aguilar Jiménez | Presidente Municipal de Coquimatlán, Colima 1929 - 1930   | Sucesor: J. Isabel Ánzar Carbajal  |